# Krajta kobercová
Krajta kobercová (Morelia spilota) je had z rodu australských krajt (Morelia). Patří mezi škrtiče z čeledi krajty.

## Poddruhy krajty kobercové
Rozlišuje se několik poddruhů krajty kobercové. České názvy pro většinu z nich neexistují. Proto jsou uvedeny latinské názvy s anglickými ekvivalenty, které se běžně používají:
- Morelia spilota mcdowelli – Coastal carpet python
- Morelia spilota cheynei – Jungle carpet python – "čejenka" (laické označení mezi českými chovateli)
- Morelia spilota variegata – Darwin carpet python
- Morelia spilota imbricata – Southwestern carpet python
- Morelia spilota metcalfei – Inland carpet python
- Morelia spilota spilota – Diamond python – krajta diamantová
- Morelia spilota harrisoni – Irian Jaya / Papuan carpet python

Poddruhy krajt kobercových
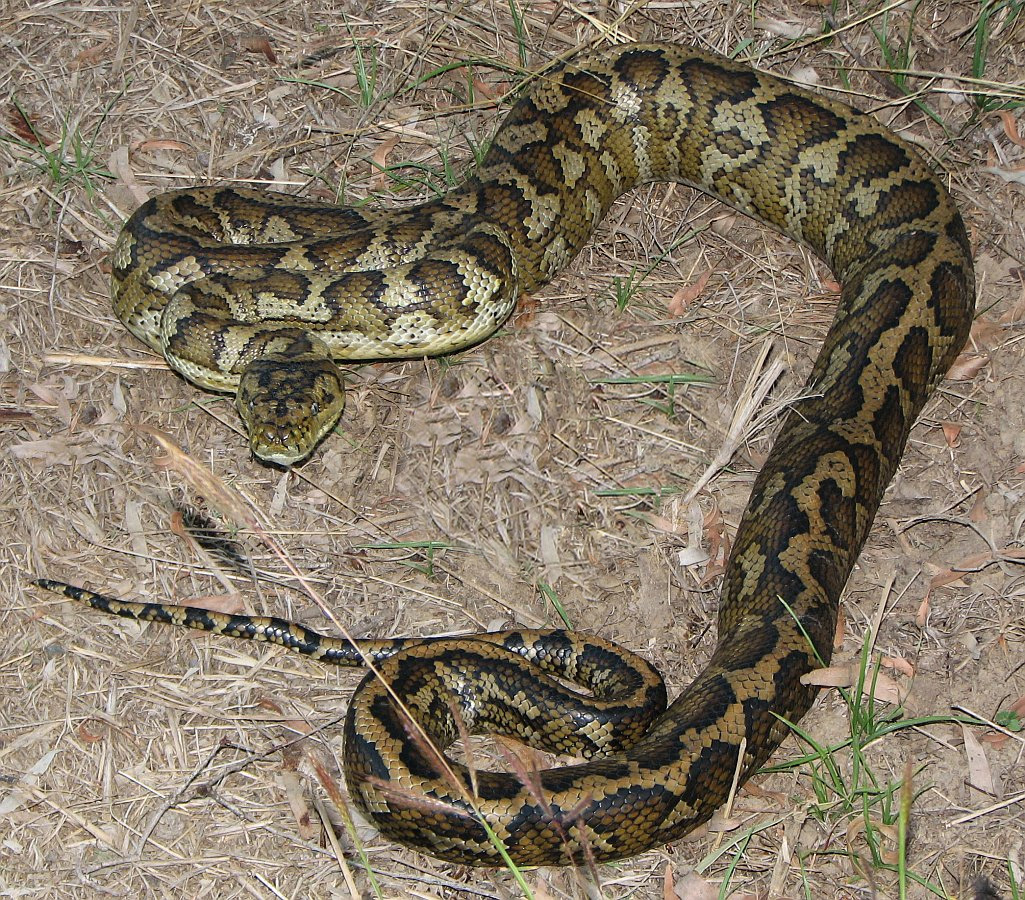
M. S. Mcdowelli (pravděpodobně)
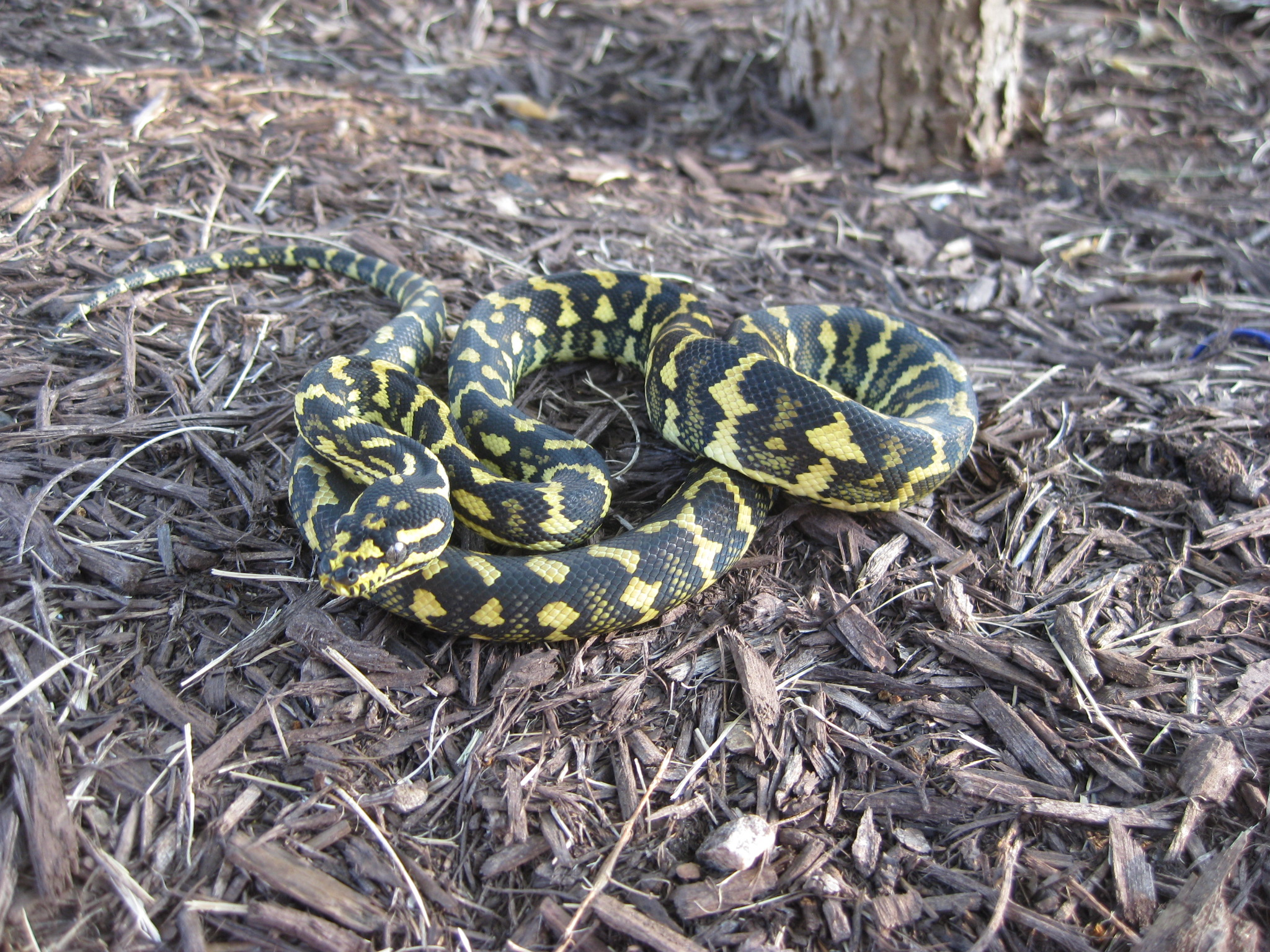
M. S. Cheynei
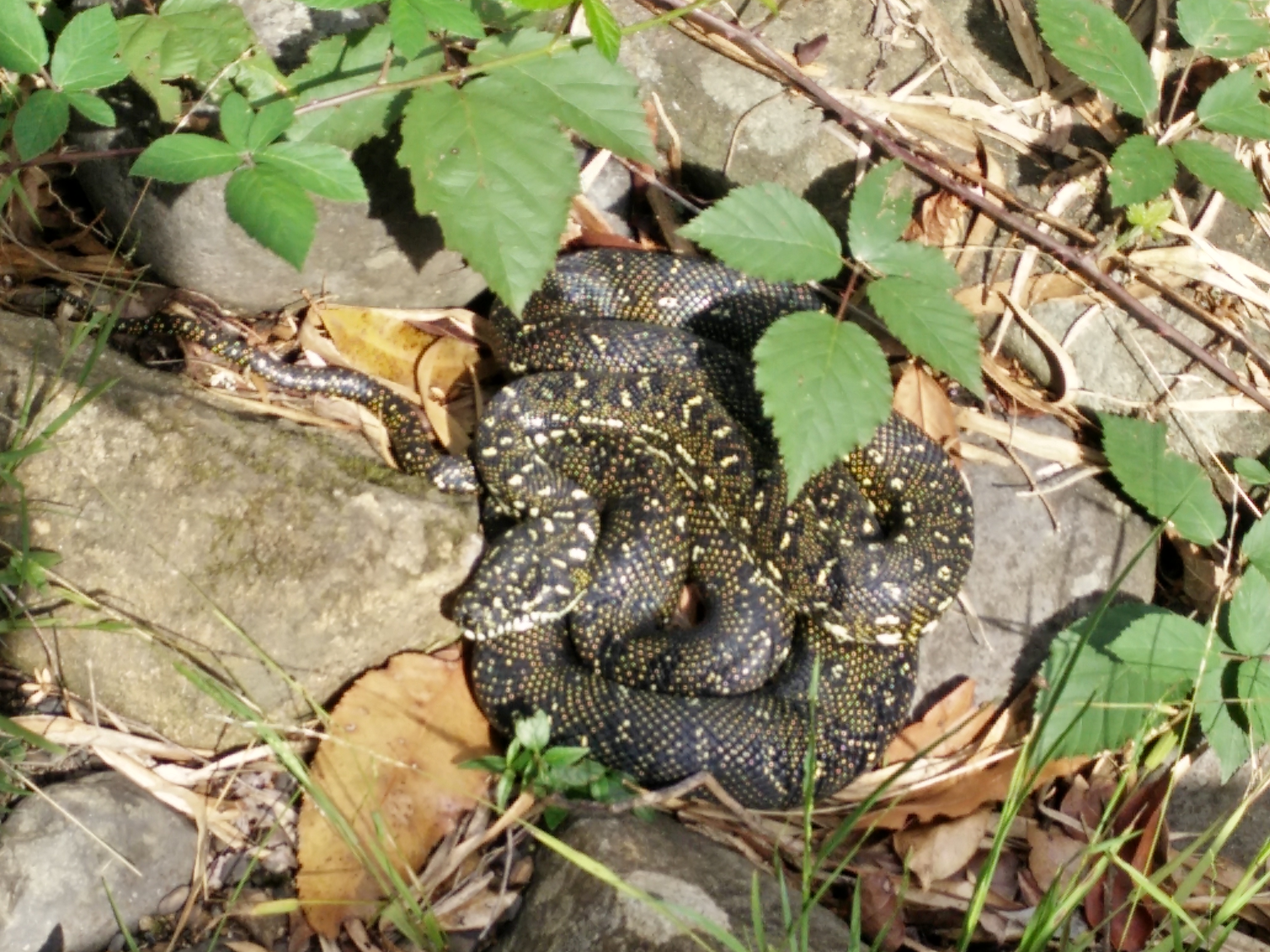
M. S. Spilota
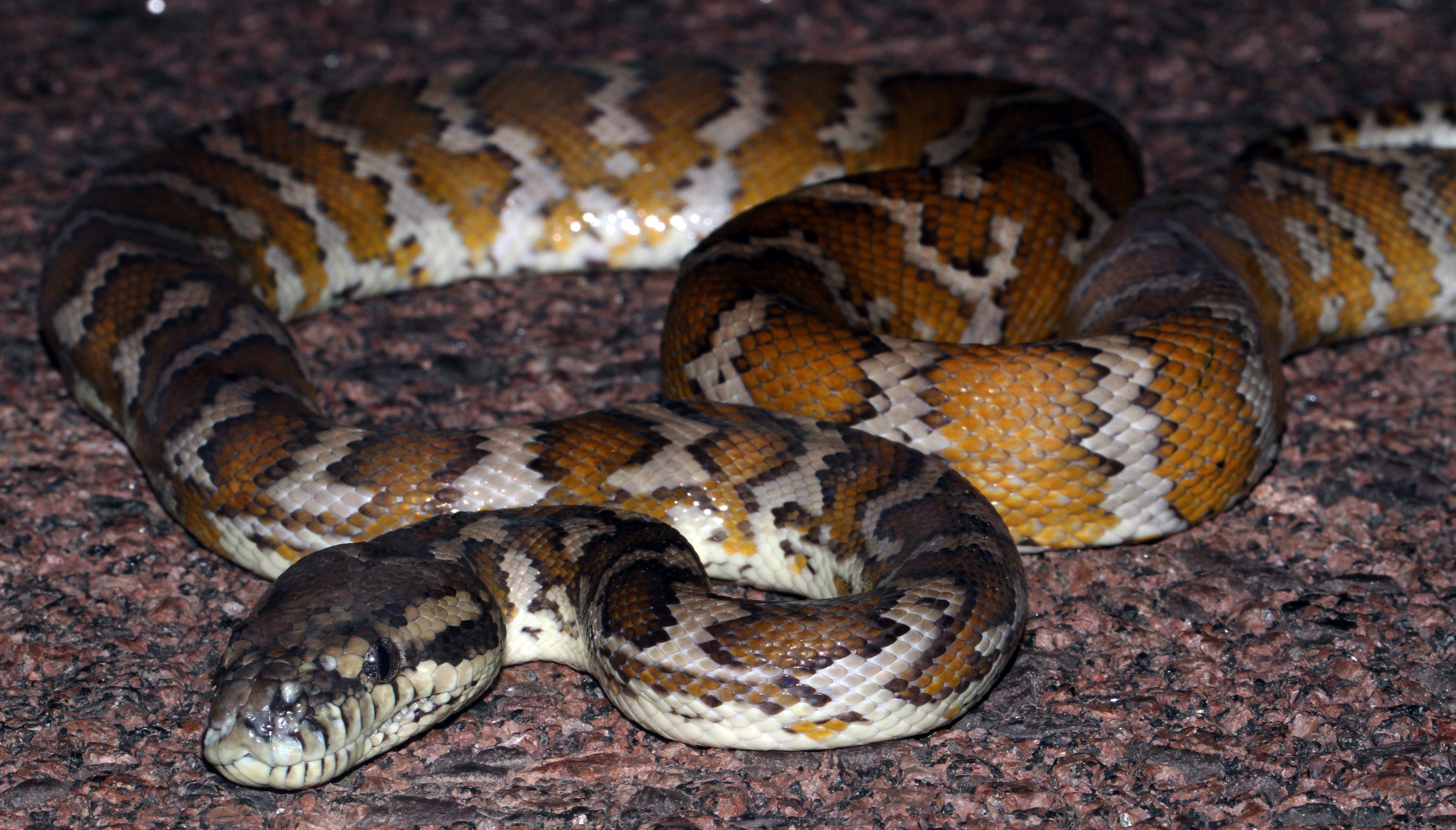
M. S. Variegata (Darwin carpet python)

## Popis
Krajta kobercová dorůstá většinou kolem dvou metrů, podle některých pramenů výjimečně až ke čtyřem metrům. Tělo je poměrně štíhlé, se zřetelně oddělenou širokou hlavou. Retní tepločivné jamky jsou dobře patrné. Tento atraktivní had se vyznačuje modročerným (někdy až téměř černým) základním zbarvením, s bílými až žlutavými skvrnami na vrchní polovině těla. Břicho je žlutobílé.

## Areál rozšíření
Krajta diamantová obývá jihovýchodní Austrálii. Je to nejjižněji se vyskytující krajta na světě.

## Stanoviště
Její biotop zahrnuje jak suchou buš, tak i deštné pralesy, zdržuje se spíše ve skalnatých oblastech či řídkých lesích. Skrývá se v četných králičích norách nebo ve skalních rozsedlinách. Velice dobře a ráda šplhá po stromech.

## Chov v zajetí
Pro chov krajty diamantové v zajetí je vhodné větší polosuché a dobře větrané terárium, s nezbytnými silnějšími větvemi na lezení. Důležitá je těžší, kameninová miska s čistou vodou, kterou krajty diamantové často navštěvují, neboť se rády koupou. Jako substrát na dno terária lze použít např. drobnější štěrk, s většími plochými kameny. Teplotu je třeba udržovat v rozmezí 25–31 °C přes den, s mírným nočním poklesem na 23–25 °C. Je vhodné mít v teráriu místa s několika různými teplotami v tomto rozmezí. Doporučená vlhkost je 60–70 %.

## Potrava
Ve své domovině loví tyto krajty převážně hlodavce, králíky, kaloně, vačnatce, ale i různé ptáky. V teráriu vystačíme s hlodavci přiměřené velikosti, občas stravu zpestřujeme kuřaty.

## Rozmnožování
Zhruba v prosinci až březnu se krajty diamantové páří, po 3–4 měsících březosti kladou oplozené samice podle literatury 13–37 k sobě slepených vajec, ze kterých se po 37–88 denní inkubaci (podle teploty) líhnou 30–40 cm dlouhá mláďata. Ta pohlavně dospívají už po prvním roce života. Tyto krajty, podobně jako i některé jiné druhy krajt, dokážou při zahřívání vajec svalovým třesem zvýšit svoji tělesnou teplotu až o několik stupňů proti okolní teplotě.